# Trio del Sur
Trio del Sur ansambl je specijaliziran za latinskoameričku i srodnu glazbu.

## Povijest tria
Trio del Sur čine Barbara Bićanić na flauti, Pedro Abreu na gitari i Oliver Đorđević na violončelu. Svi su klasično obrazovani glazbenici, diplomanti Muzičke akademije s velikim izvođačkim iskustvom. Tako je i njihov standardni repertoar temeljen na ozbiljnoj glazbi Bacha, Mozarta, Beethovena itd. 
Njihov osnovni repertoar sastoji se od izbora stilizirane narodne i originalne glazbe iz Brazila, Argentine, Čilea i drugih južnoameričkih zemalja. Općenito su usmjereni na otkrivanje temperamenta juga. Strast argentinskog tanga, senzualnost brazilske bossa nove ili slatka jednostavnost meksičkog valcera dočaravaju jedan dio raznolikosti ove glazbe. 